# 遼浜県
遼浜県（りょうひん-けん）は中華人民共和国遼寧省にかつて存在した県。現在の新民市北東部に相当する。
遼代に設置され、元代に廃止された。